# Небезпечне пробудження
Небезпечне пробудження (англ. Wake in Fright) — австралійсько-американський трилер 1971 року.

## Сюжет
Джон Грант працює вчителем у далекому австралійському селищі. Він явно незадоволений своїм становищем, його дівчина в Сіднеї, а йому доводиться жити одному в такій глушині. Щоб вибратися з цього положення, йому потрібно виплатити борг за навчання. На канікули молодий чоловік вирушає у Сідней, але зупиняється в маленькому містечку Бундеяббе. Тут він програє всі свої гроші, але знаходить багато людей, готових пригостити його випивкою.

## У ролях
| Актор           | Роль          |
| --------------- | ------------- |
| Гері Бонд       | Джон Грант    |
| Дональд Плезенс | Док Тайдон    |
| Чіпс Рафферті   | Джок Кроуфорд |
| Сільвія Кей     | Джанетт Хайнс |
| Джек Томпсон    | Дік           |
| Пітер ВІттл     | Джо           |
| Аль Томас       | Тім Хайнс     |
| Джон Мейллон    | Чарлі         |
| Джон Армстронг  | Аткінс        |
| Слім Дегрей     | Джарвіс       |